# Anya Philips

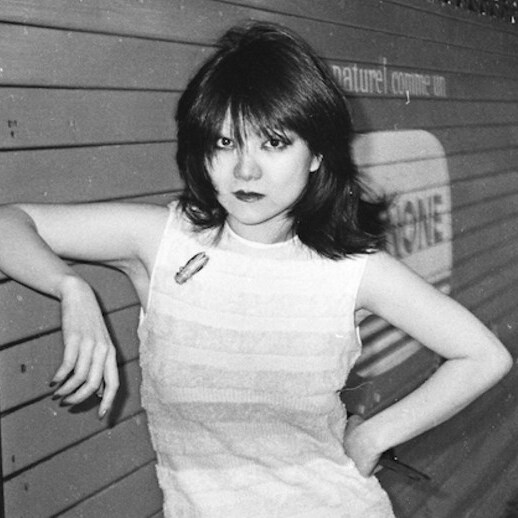
Taiwanese fashion designer Anya Phillips, circa late 1970s

Anya Phillips (1955-1981) foi empresária e namorada do músico James Chance (mais conhecido como James White). Ela foi também co-fundadora do lendário Mudd Club, um nightclub de Nova Iorque (ao lado de Steve Maas e Diego Cortez). Nascida na China, Anya Philips teve também uma influência na moda, na música e no visual de muitas bandas nova-iorquinas dos anos 70. Ela era amiga de Debbie Harry, a vocalista do Blondie.
Ela participou também do filme independente "The Foreigner" (de 1978) do diretor Amos Poe.
Em junho de 1980, ela participou de um show de James Chance, que ocorreu em Roterdão, na Holanda, auxiliando-o nos vocais. Ela aparece também no livro "Please Kill Me", que Legs McNeil co-escreveu ao lado de Gillian McCain.
Anya Philips morreu de câncer em junho de 1981.